# Oleśno
Oleśno (niem. Preußisch Königsdorf) – wieś w Polsce, położona w województwie warmińsko-mazurskim, w powiecie elbląskim, w gminie Gronowo Elbląskie, na obszarze Żuław Elbląskich, przy trasie linii kolejowej Tczew-Malbork-Elbląg.
W latach 1975–1998 miejscowość administracyjnie należała do województwa elbląskiego.
We wsi zachowany dom podcieniowy Michaela Georgiusa z 1768 (z zamurowanym podcieniem). Dom podcieniowy Martina Friese z 1794 nie zachował się.